# Сун Гуотинг
Сун Гуотинг (упрош: 孙过庭; трад: 孫過庭; пин: Sūn Guòtíng, 646—691) или Сун Ћанли (孫虔禮), био је кинеска калиграфија почетком Танг династије. Запамћен се за његову брзописаној калиграфији и књизи Расправа о калиграфији (書譜) (око 687). Рад је био први важан теоријски рад на кинеској калиграфији, а остао је важан и данас, иако је само предговор преживео. Предговор је једини преживјели калиграфски рад Суна, стога је одговоран за Сунову репутацију као умјетника и теоретичара. Оригинал се може видети у Националном дворском музеју у Тајпеју на Тајвану.